# Hemerobius aphidioides
Hemerobius aphidioides is een insect uit de familie van de bruine gaasvliegen (Hemerobiidae), die tot de orde netvleugeligen (Neuroptera) behoort. 
Hemerobius aphidioides is voor het eerst wetenschappelijk beschreven door Schrank in 1781.